# مدرع غليظ القدم
مدرع غليظ القدم أو مُدرَّع أو تَاتُو (الاسم العلمي: Dasypus) هو جنس من الحيوانات يتبع فصيلة مدرعات طويلة الأنف من رتبة الحزاميات.

## أنواع مدرع غليظ القدم
- مدرع هجين
- مدرع غليظ القدم كبير
- مدرع غليظ القدم أهلب
- مدرع السافانا
- مدرع سباعي الأحزمة
- مدرع ييبس